# Fédération malienne de football
La Fédération malienne de football (FMF ou FeMaFoot) est une association regroupant les clubs de football du Mali et organisant les compétitions nationales et les matchs internationaux de la sélection du Mali.

## Histoire
La fédération nationale du Mali est fondée le 3 février 1960. Elle est affiliée à la FIFA depuis 1962 et est membre de la CAF depuis 1963.

### Crise avec la Fifa
En mars 2017, le ministère des Sports du Mali suspend le président de la FeMaFoot, le général de police Boubacar Baba Diarra. La Fifa s'oppose à cette ingérence de l'État dans les affaires sportives du pays, mais le ministère des Sports maintient sa position. Dans la foulée, la Fifa suspend la FeMaFoot, ce qui lui fait perdre tous ses droits de membre : Participation aux compétitions internationales, relations avec les autres associations membres de la Fifa, programmes de développement de la Fifa ou de la CAF,, une décision qui provoque un manque-à-gagner important sur les partis sportifs dans le pays. La suspension est levée le 27 avril 2017 quand le gouvernement choisit de rétablir la direction dissoute 40 jours plus tôt. Cependant, en novembre 2017, la FeMaFoot nomme un nouveau président, Mamoutou Touré, un choix auquel la Fifa s'oppose et annonce une déprogrammation pour une durée indéterminée du championnat professionnel malien. Un comité de normalisation est mis en place. En janvier 2018, la ministre des Relations avec les Institutions, Fatoumata Guindo, est nommée à la tête du comité de normalisation (Conor) pour mener l'élection d'un nouveau président ainsi que d'un nouveau sélectionneur de l'équipe nationale. En juin 2019, les nouveaux textes de la FeMaFoot sont adoptés en vue de régler la crise toujours irrésolue,, ce qui permet aux Aigles du Mali de participer à la CAN 2019.

### Identité visuelle

Ancien logo
Logo actuel

## Présidents
La Fédération malienne de football a été présidée: 
- entre 1960 et 1968 par Tiécoura Konaté
- entre 1968 et 1971 par Mamadou Aw
- entre 1971 et 1978 par Amadou Kané
- entre 1978 et 1979 par Cheickna H. Siby
- entre 1979 et 1982 par Sory I. konandji
- entre 1982 et 1985 par Seydou Thiam
- entre 1985 et 1998 par Cheick O. Diarra
- entre 1988 et 1992 par Ousmane Diarra
- entre 1992 et 2002 par Amadou Diakité
- entre 2002 et 2005 par Tidiani M. Niambélé
- entre 2005 et 2009 Salif Keïta
- entre 2009 et 2013 par Hamadoun Kolado Cissé[11]
- Depuis 2013 par Boubacar Baba Diarra
- Depuis 29 août 2019 Mamoutou Touré